# Bustingorrytitan

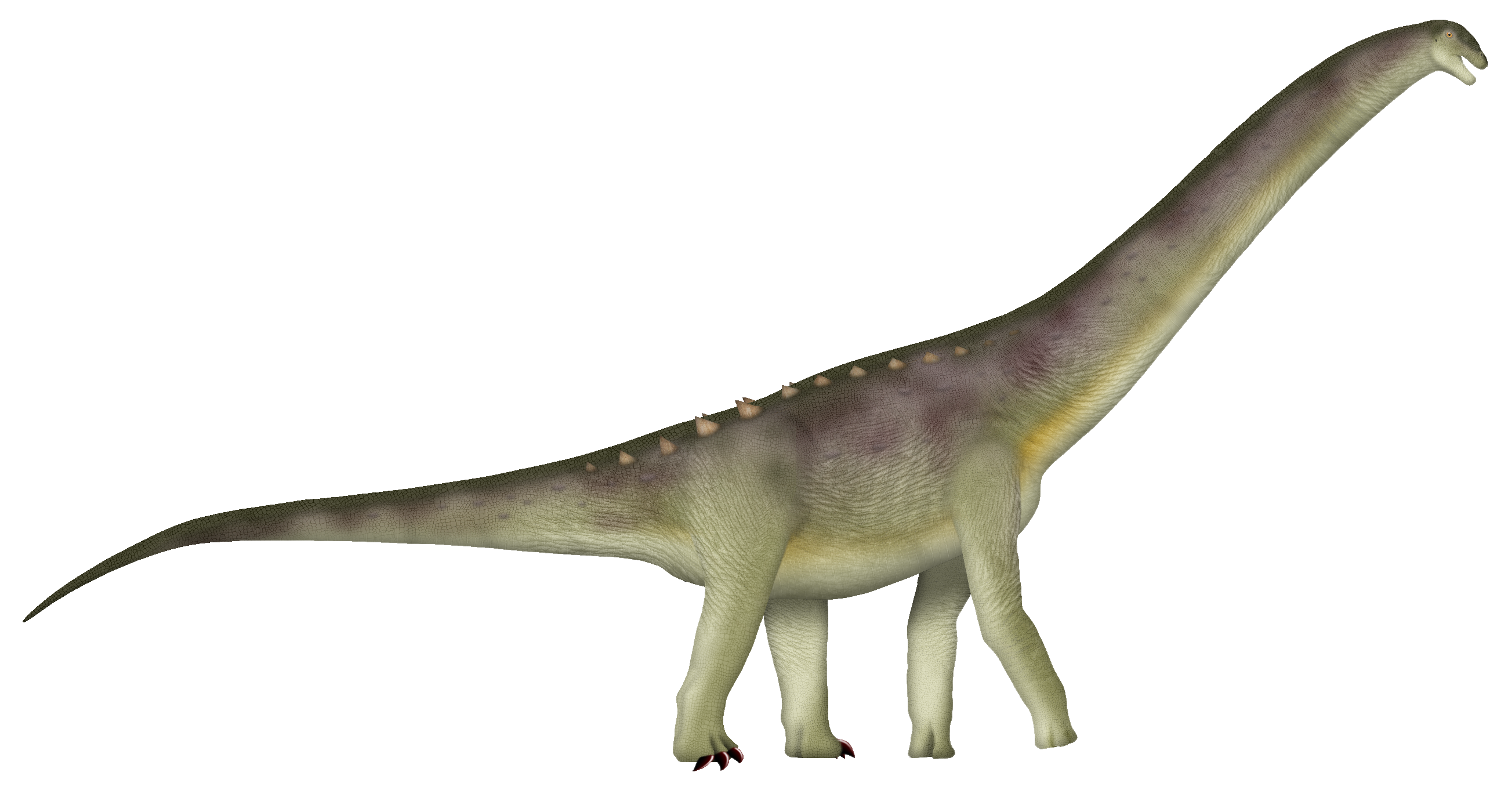
Bustingorrytitan

Bustingorrytitan shiva is een plantenetende sauropode dinosauriër, behorende tot de Titanosauriformes, die tijdens het late Krijt leefde in het gebied van het huidige Argentinië.

## Naamgeving
Tussen 2000 en 2003 huurde de gemeenteraad van Villa El Chocón de paleontologe María Edith Simón in om opgravingen te verrichten. Tussen 1 en 10 februari 2001 werden botten aangetroffen van reusachtige sauropoden. Die werden verder opgegraven tussen 30 november en 9 december 2001 en tussen 15 en 22 december 2001. De vondst werd in de pers gemeld in 2001 en in de wetenschappelijke literatuur in 2009, samen met andere ontdekkingen uit de vindplaats. De resten werden beschreven in haar proefschrift uit 2011, dat echter niet gepubliceerd werd.
In 2023 benoemden en beschreven Simón en Leonardo Salgado de typesoort Bustingorrytitan shiva. De geslachtsnaam eert de landeigenaar Manuel Bustingorry en verbindt diens naam met een Grieks titaan, een gebruikelijk achtervoegsel in de namen van titanosauriërs. De soortaanduiding is Shiva, de hindoegod van vernietiging en schepping, een verwijzing naar de faunal turnover van het Cenomanien-Turonien.
Het holotype MMCH-Pv 59/1–40 is gevonden in een laag van de Huncuilformatie die dateert uit het vroege Cenomanien. Het bestaat uit een gedeeltelijk skelet met schedel. Bewaard zijn gebleven een rechterdentarium, een losse tand, twee ruggenwervels, vier staartwervels, twee chevrons, de schoudergordel, de darmbeenderen, het rechterschaambeen, beide voorpoten minus de linkerhand, de rechterachterpoot, het linkerkuitbeen en het linkersprongbeen. Het skelet lag niet in verband.
Het paratype is MMCH-Pv 60/1–6, een fragmentarisch skelet zonder schedel, maar met een achterste halswervel en verder een staartwervel en botten uit de ledematen. Het is van een kleiner individu dan het holotype. Toegewezen zijn het linkerdijbeen MMCH-Pv 61 en MMCH-Pv 62, een individu groter dan het holotype met een rechterdijbeen, linkerscheenbeen en linkersprongbeen.

## Beschrijving

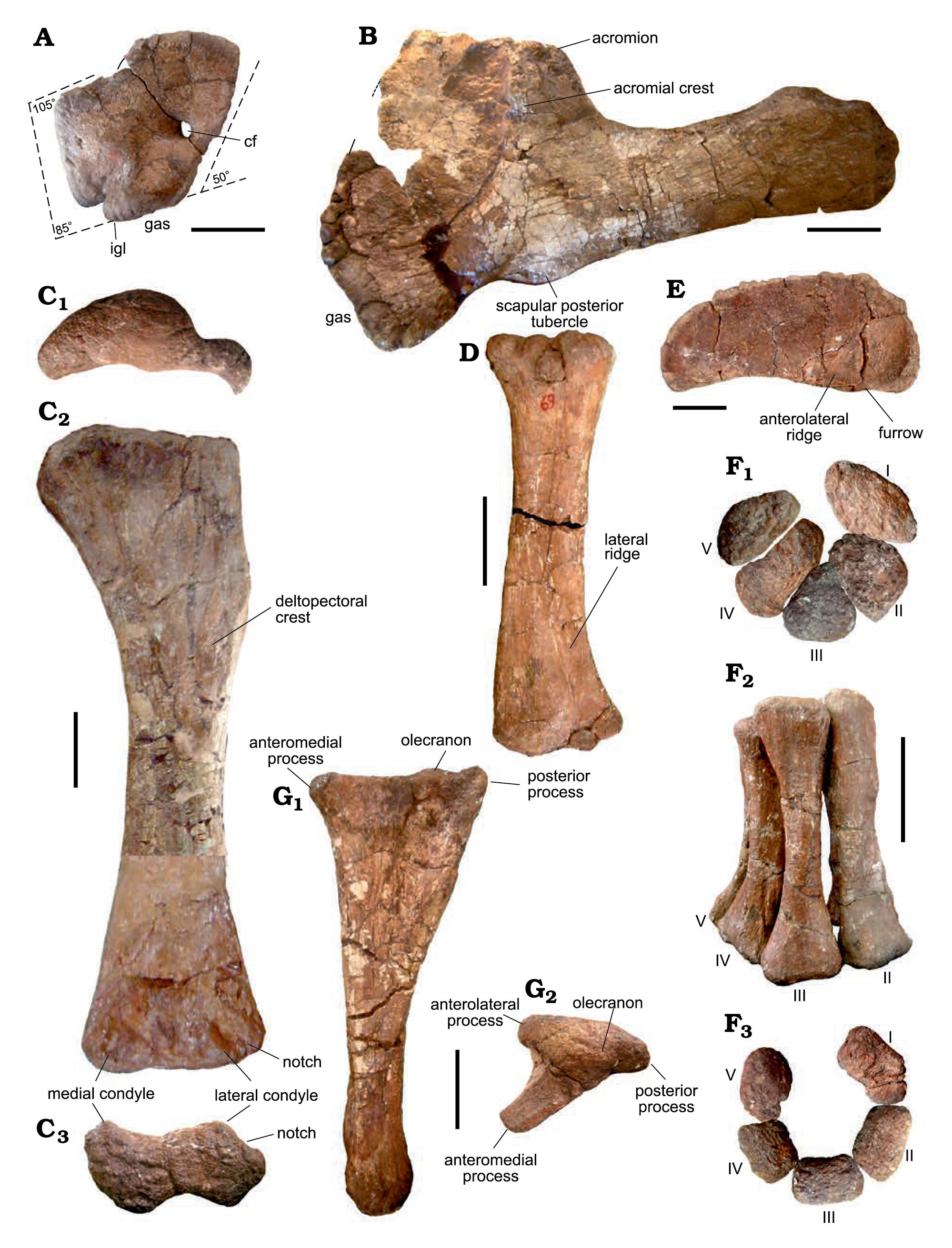
Botten uit de voorpoot

Bustingorrytitan is een reusachtige sauropode. De lichaamslengte moet ruim vijfentwintig meter hebben bedragen. Toepassing van de methode Campione waarin geëxtrapoleerd wordt uit de omtrek van het opperarmbeen en dijbeen levert een schatting voor het gewicht op van 67,297 ton.
Er werd een groot aantal onderscheidende kenmerken vastgesteld. Het zijn autapomorfieën, unieke afgeleide eigenschappen. De onderzijde van het wervellichaam van de halswervels is overdwars hol. De halswervels hebben geen pleurocoelen. De achterste ruggenwervels zijn licht opisthocoel. De middelste tot achterste ruggenwervels hebben pleurocoelen met een gehoekte bovenrand. De achterste ruggenwervels hebben pleurocoelen waarvan de bovenrand op dezelfde hoogte of hoger ligt dan de bovenrand van het wervellichaam. De doornuitsteeksels van de middelste tot achterste ruggenwervels hebben zijranden die in achteraanzicht min of meer evenwijdig lopen. Bij de achterste ruggenwervels zijn de voorste en achterste richels tussen het doornuitsteeksel en het zijuitsteeksel sterk ontwikkeld, een diepe verticale zakvormige holte begrenzend. De wervelbogen van de achterste ruggenwervels hebben gevorkte richels tussen het wervellichaam en het achterste gewrichtsuitsteeksel. Bij de ruggenwervels is de richel op de voorkant van het doornuitsteeksel ruw en breed, bijna over de volle lengte doorlopend. Bij de middelste en achterste ruggenwervels ondersteunt slechts een enkele richel de hyposfeen of achterste gewrichtsuitsteeksel. Bij het doornuitsteeksel van de middelste en achterste ruggenwervels ontbreekt een zijwaartse richel naar het achterste gewrichtsuitsteeksel. Bij de middelste en achterste ruggenwervels is in de wervelboog het voetstuk onder de achterste gewrichtsuitsteeksels even hoog of hoger dan de hoogte van het wervellichaam. De voorste staartwervels hebben massieve, niet gepneumatiseerde, wervelbogen. Bij de voorste staartwervels lopen de richels tussen het doornuitsteeksel en de voorste gewrichtsuitsteeksels gevorkt naar beneden, naar onderen en naar het midden. De richel tussen het doornuitsteeksel en de achterste gewrichtsuisteeksels is bij de voorste staartwervels zwak ontwikkeld waardoor het gewrichtsfacet ligt van de middenlijn gedraaid is. De voorste staartwervels hebben een hyposfeen, secundair gewrichtsuitsteeksel. De middelste staartwervels hebben een vlakke onderzijde. De voorste gewrichtsuitsteeksels van de middelste staartwervel staan schuin naar voren onder een hoek van 45°. Het schouderblad heeft een goed ontwikkelde processus acromialis. De processus acromiaLis bevindt zich bijna precies halverwege het hoofdlichaam. De processus acromialis beslaat minstens de helft van het schouderblad. Het schoudergewricht ligt vrijwel plat of zijdelings op het schouderblad. De bovenrand van het ravenbeksbeen ligt in zijaanzicht beneden het niveau van de onderste verbreding van het schouderblad en is daarvan gescheiden door een V-vormige inkeping. Het opperarmbeen is lichtgebouwd met een schachtbreedte minder dan 27% van de lengte. De knobbel van het opperarmbeen die met het spaakbeen articuleert wordt op de voorzijde gespleten door een inkeping. De deltopectorale kam is onderaan sterk verbreed. De processus olecrani van de ellepijp is slechts rudimentair ontwikkeld. Bij onderste condyle van het eerste middenhandsbeen maakt de as overdwars een hoek van ongeveer 20° met de lengteas van de schacht. Het bovenste beenschort van het schaambeen vormt een opvallend naar beneden en binnen gericht uitsteeksel. Het dijbeen heeft een lage lengtekam op de buitenrand van de binnenzijde van de voorkant, die zich naar beneden splitst in twee kleinere kammen, ieder uitlopend naar een van de onderste gewrichtsknobbels. Het onderste uiteinde van het scheenbeen is ongeveer een kwart breder dan de breedte van de middelste schacht. De minimale diameter overdwars van de schacht van het derde en vierde middenvoetsbeen is ongeveer gelijk aan de diameters van het eerste en tweede middenvoetsbeen. Het vijfde middenvoetsbeen is kleiner dan het vierde.

## Fylogenie
Bustingorrytitan werd binnen de Titanosauria in de Lithostrotia geplaatst, als zustertaxon van de Saltasauridae.
Het volgende cladogram laat de positie in de evolutionaire stamboom zien volgens het beschrijvende artikel.
|  | Rapetosaurus |
|  |              |
|  | Baurutitan   |
|  |              |

|  | Opisthocoelicaudia                                            |
|  |                                                               |
|  | \| \| Neuquensaurus \| \| \| \| \| \| Saltasaurus \| \| \| \| |
|  |                                                               |
|  | Neuquensaurus                                                 |
|  |                                                               |
|  | Saltasaurus                                                   |
|  |                                                               |

|  | Neuquensaurus |
|  |               |
|  | Saltasaurus   |
|  |               |

|  | Opisthocoelicaudia                                            |
|  |                                                               |
|  | \| \| Neuquensaurus \| \| \| \| \| \| Saltasaurus \| \| \| \| |
|  |                                                               |
|  | Neuquensaurus                                                 |
|  |                                                               |
|  | Saltasaurus                                                   |
|  |                                                               |

|  | Neuquensaurus |
|  |               |
|  | Saltasaurus   |
|  |               |

|  | Rapetosaurus |
|  |              |
|  | Baurutitan   |
|  |              |

|  | Opisthocoelicaudia                                            |
|  |                                                               |
|  | \| \| Neuquensaurus \| \| \| \| \| \| Saltasaurus \| \| \| \| |
|  |                                                               |
|  | Neuquensaurus                                                 |
|  |                                                               |
|  | Saltasaurus                                                   |
|  |                                                               |

|  | Neuquensaurus |
|  |               |
|  | Saltasaurus   |
|  |               |

|  | Opisthocoelicaudia                                            |
|  |                                                               |
|  | \| \| Neuquensaurus \| \| \| \| \| \| Saltasaurus \| \| \| \| |
|  |                                                               |
|  | Neuquensaurus                                                 |
|  |                                                               |
|  | Saltasaurus                                                   |
|  |                                                               |

|  | Neuquensaurus |
|  |               |
|  | Saltasaurus   |
|  |               |

|  | Rapetosaurus |
|  |              |
|  | Baurutitan   |
|  |              |

|  | Opisthocoelicaudia                                            |
|  |                                                               |
|  | \| \| Neuquensaurus \| \| \| \| \| \| Saltasaurus \| \| \| \| |
|  |                                                               |
|  | Neuquensaurus                                                 |
|  |                                                               |
|  | Saltasaurus                                                   |
|  |                                                               |

|  | Neuquensaurus |
|  |               |
|  | Saltasaurus   |
|  |               |

|  | Opisthocoelicaudia                                            |
|  |                                                               |
|  | \| \| Neuquensaurus \| \| \| \| \| \| Saltasaurus \| \| \| \| |
|  |                                                               |
|  | Neuquensaurus                                                 |
|  |                                                               |
|  | Saltasaurus                                                   |
|  |                                                               |

|  | Neuquensaurus |
|  |               |
|  | Saltasaurus   |
|  |               |

|  | Rapetosaurus |
|  |              |
|  | Baurutitan   |
|  |              |

|  | Opisthocoelicaudia                                            |
|  |                                                               |
|  | \| \| Neuquensaurus \| \| \| \| \| \| Saltasaurus \| \| \| \| |
|  |                                                               |
|  | Neuquensaurus                                                 |
|  |                                                               |
|  | Saltasaurus                                                   |
|  |                                                               |

|  | Neuquensaurus |
|  |               |
|  | Saltasaurus   |
|  |               |

|  | Opisthocoelicaudia                                            |
|  |                                                               |
|  | \| \| Neuquensaurus \| \| \| \| \| \| Saltasaurus \| \| \| \| |
|  |                                                               |
|  | Neuquensaurus                                                 |
|  |                                                               |
|  | Saltasaurus                                                   |
|  |                                                               |

|  | Neuquensaurus |
|  |               |
|  | Saltasaurus   |
|  |               |

|  | Rapetosaurus |
|  |              |
|  | Baurutitan   |
|  |              |

|  | Opisthocoelicaudia                                            |
|  |                                                               |
|  | \| \| Neuquensaurus \| \| \| \| \| \| Saltasaurus \| \| \| \| |
|  |                                                               |
|  | Neuquensaurus                                                 |
|  |                                                               |
|  | Saltasaurus                                                   |
|  |                                                               |

|  | Neuquensaurus |
|  |               |
|  | Saltasaurus   |
|  |               |

|  | Opisthocoelicaudia                                            |
|  |                                                               |
|  | \| \| Neuquensaurus \| \| \| \| \| \| Saltasaurus \| \| \| \| |
|  |                                                               |
|  | Neuquensaurus                                                 |
|  |                                                               |
|  | Saltasaurus                                                   |
|  |                                                               |

|  | Neuquensaurus |
|  |               |
|  | Saltasaurus   |
|  |               |

|  | Rapetosaurus |
|  |              |
|  | Baurutitan   |
|  |              |

|  | Opisthocoelicaudia                                            |
|  |                                                               |
|  | \| \| Neuquensaurus \| \| \| \| \| \| Saltasaurus \| \| \| \| |
|  |                                                               |
|  | Neuquensaurus                                                 |
|  |                                                               |
|  | Saltasaurus                                                   |
|  |                                                               |

|  | Neuquensaurus |
|  |               |
|  | Saltasaurus   |
|  |               |

|  | Opisthocoelicaudia                                            |
|  |                                                               |
|  | \| \| Neuquensaurus \| \| \| \| \| \| Saltasaurus \| \| \| \| |
|  |                                                               |
|  | Neuquensaurus                                                 |
|  |                                                               |
|  | Saltasaurus                                                   |
|  |                                                               |

|  | Neuquensaurus |
|  |               |
|  | Saltasaurus   |
|  |               |

|  | Rapetosaurus |
|  |              |
|  | Baurutitan   |
|  |              |

|  | Opisthocoelicaudia                                            |
|  |                                                               |
|  | \| \| Neuquensaurus \| \| \| \| \| \| Saltasaurus \| \| \| \| |
|  |                                                               |
|  | Neuquensaurus                                                 |
|  |                                                               |
|  | Saltasaurus                                                   |
|  |                                                               |

|  | Neuquensaurus |
|  |               |
|  | Saltasaurus   |
|  |               |

|  | Opisthocoelicaudia                                            |
|  |                                                               |
|  | \| \| Neuquensaurus \| \| \| \| \| \| Saltasaurus \| \| \| \| |
|  |                                                               |
|  | Neuquensaurus                                                 |
|  |                                                               |
|  | Saltasaurus                                                   |
|  |                                                               |

|  | Neuquensaurus |
|  |               |
|  | Saltasaurus   |
|  |               |

|  | Rapetosaurus |
|  |              |
|  | Baurutitan   |
|  |              |

|  | Opisthocoelicaudia                                            |
|  |                                                               |
|  | \| \| Neuquensaurus \| \| \| \| \| \| Saltasaurus \| \| \| \| |
|  |                                                               |
|  | Neuquensaurus                                                 |
|  |                                                               |
|  | Saltasaurus                                                   |
|  |                                                               |

|  | Neuquensaurus |
|  |               |
|  | Saltasaurus   |
|  |               |

|  | Opisthocoelicaudia                                            |
|  |                                                               |
|  | \| \| Neuquensaurus \| \| \| \| \| \| Saltasaurus \| \| \| \| |
|  |                                                               |
|  | Neuquensaurus                                                 |
|  |                                                               |
|  | Saltasaurus                                                   |
|  |                                                               |

|  | Neuquensaurus |
|  |               |
|  | Saltasaurus   |
|  |               |

Dit zou betekenen dat het kenmerk van een gigantische omvang meerdere malen in de Titanosauria apart is geëvolueerd.